# 大年结实
大年结实是某些多年生植物果实产量会周期性地发生巨大差异的一种自然现象。这一类植物在某些年份会大量结实（大年）, 而在其他年份很少或根本不结实（小年）。这是植物适应环境、提高繁殖能力的一种策略，同时也受到气候因素的直接影响。大年结实现象主要发生在风媒传粉的树种中，但也出现在龙脑香科和禾本科植物中。在依赖动物扩散种子的植物中, 大年结实被认为是植物通过控制动物的贮食行为提高种子扩散效率, 增加繁殖成功率的一种策略。